# Genetische verwantschap (taalkunde)
De genetische verwantschap of taalverwantschap tussen talen is de mate waarin twee of meer geattesteerde talen als dochtertalen van gemeenschappelijke vooroudertaal beschouwd kunnen worden. De term is de in de historische en de vergelijkende taalkunde gebruikelijke benaming voor het feit dat twee of meer taalvariëteiten die in hun huidige vorm als afzonderlijke talen worden beschouwd uiteindelijk uit dezelfde vooroudertaal door taalverandering zijn voortgekomen, al dan niet met een andere taalvorm als tussenstadium. Wanneer verwante talen rechtstreeks uit dezelfde proto-taal zijn voortgekomen, worden dit zustertalen genoemd. Taalverwantschap speelt daarentegen geen rol in de creolistiek, aangezien creoolse talen niet op de voor talen natuurlijke manier zijn ontstaan. Hetzelfde geldt voor kunsttalen.
Het Nederlands en Frans zijn voorbeelden van verwante talen die geen zustertalen zijn.  Beide hebben uiteindelijk het  Proto-Indo-Europees als gemeenschappelijke voorouder, hoewel het Nederlands niet zoals het Frans is voortgekomen uit het vulgair Latijn. In linguïstisch jargon wordt ook wel gezegd dat dergelijke talen alleen op "grootouderlijk" niveau verwant zijn.

## Bepalen van genetische verwantschap
Bij genetische verwantschap slaat "genetisch" niet op het biologische vakgebied genetica, maar op de reconstructie van de historische ontwikkeling (genese) van talen en hun onderlinge verwantschap. De reconstructie geschiedt aan de hand van het vinden van cognaten, en het vaststellen welke reguliere klankwetten hebben gegolden die tot de verschillende vormen hebben geleid, en hoe gemeenschappelijke proto-woorden en klankinventarissen kunnen worden gereconstrueerd waarbij mogelijke toevalligheden worden uitgesloten (zie ook etymologie). Ook taalverwerving speelt in dit verband een belangrijke rol; taal verandert mede doordat ze van generatie op generatie wordt doorgegeven.
Het al dan niet aanwezig zijn van een zekere mate van genetische verwantschap tussen twee of meer talen kan worden aangetoond of weerlegd aan de hand van taalreconstructie en de vergelijkende methode. Wanneer blijkt dat twee of meer talen zowel op het fonologische, morfologische en/of grammaticale als wat betreft de uiterlijke vorm en betekenis van de woorden dusdanig veel overeenkomst vertonen dat dit onmogelijk kan berusten op toeval, is de taalverwantschap aangetoond. Op deze manier zijn de meeste talen van de wereld al onderverdeeld in een van de ongeveer 250 erkende taalfamilies.